# Bruno Oskar Pribram
Bruno Oskar Pribram (auch Přibram; * 11. Juni 1887 in Prag; † 1940 in Chicago) war ein österreichischer Chirurg. Er war Mitglied der Medizinerfamilie Pribram.

## Leben
Bruno Oskar Pribram wurde als Sohn von Richard Pribram geboren. Nach einem Studium der Chemie an der Universität Wien, das er 1909 mit der Promotion abschloss, absolvierte er ein Studium der Medizin an den Universitäten Wien und Berlin, das er 1913 mit einer zweiten Promotion beendete. Nach dem Ersten Weltkrieg, in welchem er als Chirurg eingesetzt wurde, war er von 1918 bis 1924 Assistent an der Chirurgischen Klinik der Charité in Berlin und habilitierte sich dort 1921. 1925 erhielt er die Berufung zum außerordentlichen Professor an der Charité, und 1926 wurde er zum Leiter der Chirurgischen Abteilung des St.-Hildegard-Krankenhauses in Berlin ernannt. Die Lehrerlaubnis wurde ihm 1933 wegen seines jüdischen Glaubens entzogen, weshalb er 1938 nach England emigrierte. Er war der Entdecker des Novoprotins.

## Veröffentlichungen (Auswahl)
- Die innere fortlaufende Einstülpungsnaht. In: Zentralblatt für Chirurgie. 1920, S. 422 ff.
- Fortschritte in der Erkenntnis der Pathologie und der chirurgischen Behandlung des Gallensteinleidens. Fischer, Jena 1930.